# 2021 في روسيا

## أحداث
- 23 يناير - الاحتجاجات الروسية 2021: احتجاجات في عدد من المدن دعمًا للمعارض أليكسي نافالني.
- 9 أبريل - انطلاق مهمة سايوز إم إس-18 وعلى متنها 3 رواد فضاء من ميناء بايكونور الفضائي في كازاخستان، متجهة إلى محطة الفضاء الدولية.[1]
- 15 نوفمبر - اختبار ناجح لصاروخ مضاد للأقمار الصناعية استهدف تدمير القمر الاصطناعي الخارج عن الخدمة كوسموس 1408.

## وفيات
- 28 يناير - فاسيلي لانوفوي، ممثل (87 سنة).[2]
- 18 فبراير - أندريه مياجكوف، ممثل (82 سنة).[3]
- 7 مايو - يجور كوزميتش ليجاتشيوف، سياسي (100 سنة).
- 8 سبتمبر - يفجيني نيكولايفيتش زينيتشيف، رجل مخابرات ووزير (55 سنة).